# Nickelodeon Kids’ Choice Awards 1989
2. gala Nickelodeon Kids’ Choice Awards odbyła się 25 czerwca 1989 roku. Prowadzącym galę byli Nicole Eggert i Wil Wheaton.

## Prowadzący
- Nicole Eggert
- Wil Wheaton

## Zwycięzcy i nominacje

### Najlepsza aktorka
- Alyssa Milano

Pozostałe nominacje
- Tracey Gold
- Holly Robinson

### Najlepszy aktor
- Alf

Pozostałe nominacje
- Kirk Cameron
- Michael J. Fox

### Najlepszy serial telewizyjny
- The Cosby Show

Pozostałe nominacje
- Alf
- Dzieciaki, kłopoty i my

### Najlepsza kreskówka
- Alvin i wiewiórki

Pozostałe nominacje
- Garfield i przyjaciele
- Smerfy

### Najlepsza piosenkarka
- Debbie Gibson

Pozostałe nominacje
- Whitney Houston
- Salt-n-Pepa

### Najlepszy piosenkarz
- Jon Bon Jovi

Pozostałe nominacje
- DJ Jazzy Jeff and the Fresh Prince
- The Fat Boys

### Najlepsza piosenka
- Kokomo (The Beach Boys)

Pozostałe nominacje
- Don’t Worry Be Happy (Bobby McFerrin)
- Parents Just Don’t Understand (DJ Jazzy Jeff and the Fresh Prince

### Najlepszy sportowiec
- Mike Tyson

Pozostałe nominacje
- Michael Jordan
- Greg Louganis

### Najlepsza sportsmenka
- Florence Griffith Joyner

Pozostałe nominacje
- Janet Evans
- Chris Evert

### Najlepsza drużyna
- Chicago Bears

Pozostałe nominacje
- Los Angeles Dodgers
- Detroit Pistons

### Najlepszy aktor filmowy
- Arnold Schwarzenegger

Pozostałe nominacje
- Pee-Wee Herman
- Eddie Murphy

### Najlepsza aktorka filmowa
- Whoopi Goldberg

Pozostałe nominacje
- Bette Midler
- Molly Ringwald

### Najlepszy film
- Kto wrobił królika Rogera?

Pozostałe nominacje
- Sok z żuka
- Akademia Policyjna 5: Misja w Miami Beach